# Stefan Wallin
Stefan Erik Wallin, född 1 juni 1967 i Vasa, är en finlandssvensk politiker. Han var partiordförande för Svenska folkpartiet 11 juni 2006–10 juni 2012 samt var Finlands miljöminister 2007, kultur- och idrottsminister samt jämställdhetsminister 2007–2010, och försvarsminister 2011–2012. Han meddelade partistyrelsen den 30 mars 2012 att han ämnade avgå som partiledare vid partidagen i juni samma år vilket också skedde.

## Biografi
Wallin utexaminerades som politices magister från Åbo Akademi 1994 och tjänstgjorde som specialmedarbetare till trafik-, utrikeshandels-, inrikes- respektive försvarsministern fram till 2000. Han ställde upp som riksdagskandidat för Svenska folkpartiet i Vasa valdistrikt i valet 1999. Trots att han inte valdes in hade han en framgångsrik kampanj. Wallin erhöll 5 799 röster och kom på så sätt på första reservplats i röstningslistan. Han var därefter andre redaktör och ledarskribent på Åbo Underrättelser 2000–2005.
Wallin utnämndes till statssekreterare hos Jan-Erik Enestam på Miljöministeriet 2005. Han efterträdde Enestam, som avgick, som miljöminister i regeringen Vanhanen I i januari 2007. Han valdes in Finlands riksdag i samband med valet 2007 där han fick 12 173 röster vilket var mest i Egentliga Finlands valkrets. Den 19 april 2007 övertog han posten som kultur- och idrottsminister samt jämställdhetsminister i regeringen Vanhanen II. Under Wallins kulturministerperiod ökade statens bidrag till kulturen med 30 procent, till idrotten med 40 procent och för ungdomsarbetet med 50 procent. Han initierade också ändringen av undervisningsministeriets namn till undervisnings- och kulturministeriet vilken trädde i kraft den 1 maj 2010. Wallin behöll samma portfölj i regeringen Kiviniemi.
I riksdagsvalet i april 2011 återvaldes Wallin från Egentliga Finlands valkrets med över 12 300 röster. I regeringen Katainen, som tillträdde i juni 2011, utnämndes Wallin till försvarsminister och genomförde därefter den största försvarsmaktsreformen i  Finland efter andra världskriget. I april 2012 meddelade Wallin att han infriar sitt privata löfte att inte sitta kvar som SFP-ordförande i längre än högst sex år. Han avgick på partidagen i Karleby i juni och lämnade några veckor senare försvarsministerportföljen till efterträdaren Carl Haglund. Wallin återgick till riksdagen där han blev viceordförande i lagutskottet. 
I riksdagsvalet 2015 återvaldes Wallin för en tredje period och satt under valperioden 2015–2019 i riksdagens utrikesutskott. Han ledde Svenska riksdagsgruppen 2016–2018 och var därefter ordförande i riksdagens framtidsutskott 2018–2019. Mellan 2014–2020 var han styrelseordförande för en av Finlands största stiftelser, Svenska Kulturfonden, som äger ett kapital på 1,3 miljarder euro och delar ut 35 miljoner i året för utbildning och kultur på svenska i Finland. Wallin ställde inte upp för återval till riksdagen 2019 och lämnade därmed inrikespolitiken. Därefter har han arbetat med Public Affairs i företaget Miltton och är sedan 2021 egenföretagare i samma bransch. Därtill har Wallin ett antal förtroendeuppdrag. Sedan 2021 är han medlem i det finländska statliga public servicebolaget YLE:s styrelse. Sedan 2023 är han styrelseordförande för  Stiftelsen för Åbo Akademi. Han ingår också i styrelserna för Kulturfonden Finland-Sverige (Hanaholmens huvudman), Understödsstiftelsen för landsförsvaret, Finlands Atlandsällskap och Föreningen för en värdig död, som arbetar för legaliserad dödshjälp i Finland.  
Wallin bor i Helsingfors. Han är major i reserven och uppger engelsk ligafotboll, läsning och matlagning som sina fritidssysselsättningar.